# Il barone di Rocca Antica (Salieri)
Il barone di Rocca Antica (título original en italiano; en español, El barón de Roca Antigua) es un intermezzo en dos actos con música de Antonio Salieri y libreto en italiano de Giuseppe Petrosellini. Se estrenó el 12 de mayo de 1772 en el Burgtheater de Viena. 
Hay dos significativos testimonios coetáneos de la época del estreno, Charles Burney y Johann Adolf Hasse. El drama jocoso a Burney, dejando a un lado la querida intérprete principal, no le gustó mucho: la música era según su opinión aburrida y los cantantes mediocres. Sin embargo, señaló que el emperador José II durante la representación estaba muy atento y que varias veces la obra fue calurosamente aplaudida. En cambio a Hasse Salieri le dio buena impresión, tanto que en una carta escribe que en esta obra ve en Salieri un joven de espíritu y muy prometedor.
Originalmente el libreto de Il barone di Rocca Antica fue musicado por Carlo Franchi y Pasquale Anfossi en el año 1771. Posteriormente, en el 1776, el texto fue trabajado también por Carl Ditters von Dittersdorf.